# Константинова, Тамара Фёдоровна
Тама́ра Фёдоровна Константи́нова (7 ноября 1919, дер. Нигерёво, Тверская губерния — 28 июля 1999, Воронеж) — советский лётчик-штурмовик, Герой Советского Союза, участница Великой Отечественной войны, лейтенант, уроженка Лихославльского района Тверской области. Родная сестра Героя Советского Союза Владимира Константинова.

## Биография
Родилась 7 ноября 1919 года в деревне Нигерёво ныне Лихославльского района Тверской области в крестьянской семье. Отец — Фёдор Константинов, деревенский кузнец, мать — Зинаида Михайловна, учительница.
Окончила среднюю школу, в 1940 году окончила курсы лётчиков-инструкторов при Калининском аэроклубе.
С марта 1943 года служит в Красной Армии водителем грузовой машины роты связи в частях тылового обеспечения Волховского фронта.  С октября того же года проходит службу на должности летчика У-2 386-го полка лёгких ночных бомбардировщиков, а затем на той же должности в 33-й отдельной авиационной эскадрильи связи 14-й воздушной армии.   В мае 1944 года переведена  в 15-й отдельный учебно-тренировочный авиаполк, где успешно освоила штурмовик ИЛ-2 и в июле 1944 года была направлена пилотом штурмовика ИЛ-2 в  566-й штурмовой авиаполк.  С декабря 1944 года  служит пилотом штурмовика ИЛ-2, а затем заместителем командира эскадрильи 999-го штурмового Таллинского ордена Суворова авиаполка 277-й штурмовой авиадивизии, 1-й воздушной армии, 3-го Белорусского фронта.  
Совершила 66 боевых вылетов на штурмовку объектов противника.
Указом Президиума Верховного Совета СССР от 29 июня 1945 года за образцовое выполнение боевых заданий командования и проявленные мужество и героизм в боях с немецко-фашистскими захватчиками лейтенанту Константиновой было присвоено звание Героя Советского Союза.
После войны старший лейтенант  Константинова была уволена в запас.  Работала пилотом в Гражданской авиации. После аварийной посадки получила серьёзные  травмы и была признана негодной для летной работы. Поступила на завод, была бригадиром. Затем её избрали председателем заводского комитета профсоюза. В 1949 году вступила в коммунистическую партию.  В 1954 году она поступила в вечернюю школу, потом в Воронежскую высшую областную партшколу. По её окончании Константинову назначили заместителем заведующего Воронежским отделом социального обеспечения. Для успешной работы на новом месте пришлось поступить на заочное отделение Московского экономико-статистического института, которое успешно окончила в 1965 году.
Живя в Воронеже, Тамара Фёдоровна вела большую общественную и военно-патриотическую работу.  Скончалась 28 июля 1999 года. Похоронена на Коминтерновском кладбище.

## Награды
Награждена орденом Ленина, двумя орденами Красного Знамени, орденами Отечественной войны 1-й степени, Красной Звезды, медалями.

## Память
- В 1946 году посёлок Конрадсвальде Калининградской области был переименован в её честь в Константиновку.
- В Лихославле, рядом с обелиском павшим воинам на Первомайской улице, установлены две памятные плиты, на которых увековечены имена Тамары и Владимира Константиновых[2].